# Кишакевич Юрій Львович
Юрій Львович Кишакевич (30 вересня 1940, місто Лежайськ, тепер Польща — 22 січня 2023, місто Дрогобич, Львівська область) — український педагог, проректор та в.о. ректора (в 1988—1989 роках) Дрогобицького державного педагогічного інституту (університету) імені Івана Франка. Кандидат фізико-математичних наук (1972), доцент (1976), професор (1992).

## Біографія
Народився в українській родині, батько працював робітником. У 1945 році родина Кишакевичів була переселена до міста Городенки Станіславської області, а в 1946 році родина переїхала до міста Борислава Дрогобицької області.
З 1947 по 1957 рік Юрій Кишакевич навчався в середній школі № 9 міста Борислава.
У 1957—1962 роках — студент фізико-математичного факультету Дрогобицького державного педагогічного інституту імені Івана Франка.
З серпня 1962 по грудень 1968 року — асистент кафедри елементарної математики Дрогобицького державного педагогічного інституту імені Івана Франка.
З грудня 1968 по 1971 рік навчався в аспірантурі Львівського державного університету імені Івана Франка за спеціальністю «Теорія функцій і функціональний аналіз».
У 1971—1977 роках — старший викладач, доцент (з 1976) кафедри математичного аналізу Дрогобицького державного педагогічного інституту імені Івана Франка.
У грудні 1977 — серпні 1980 року — завідувач кафедри математичного аналізу Дрогобицького державного педагогічного інституту імені Івана Франка.
У серпні 1980 — 2015 року — проректор із навчальної роботи Дрогобицького державного педагогічного інституту імені Івана Франка. Одночасно працював доцентом, професором кафедри математичного аналізу на умовах погодинної оплати праці.
У вересні 1988 — січні 1989 року — в.о. ректора Дрогобицького державного педагогічного інституту імені Івана Франка.
Професор Юрій Кишакевич став ініціатором та засновником «Країни Франкіани», був ініціатором створення та першим директором Дрогобицького педагогічного ліцею.
Він був автором та упорядником багатьох видань, що стали настільними книгами як студентів, так і вчителів («Історія Дрогобицького державного педагогічного університету імені Івана Франка в іменах», «Календар класного керівника», «Порадник учителя християнської етики на 2012 рік», «Записна книжка студента» тощо).
Нагороджений значками «Відмінник народної освіти УРСР», «Відмінник освіти СРСР», трьома Почесними грамотами Міністерства освіти України, відзнакою міського голови Дрогобича «За заслуги перед містом Дрогобичем».
З 2015 року — на пенсії. Помер 22 січня 2023 року після важкої хвороби в місті Дрогобичі.